# تام دیویس
تام دیویس بازیکن فوتبال اهل انگلستان است. او کاپیتان تیم ملی فوتبال زیر ۱۹سال انگلستان و عضو اورتون است.

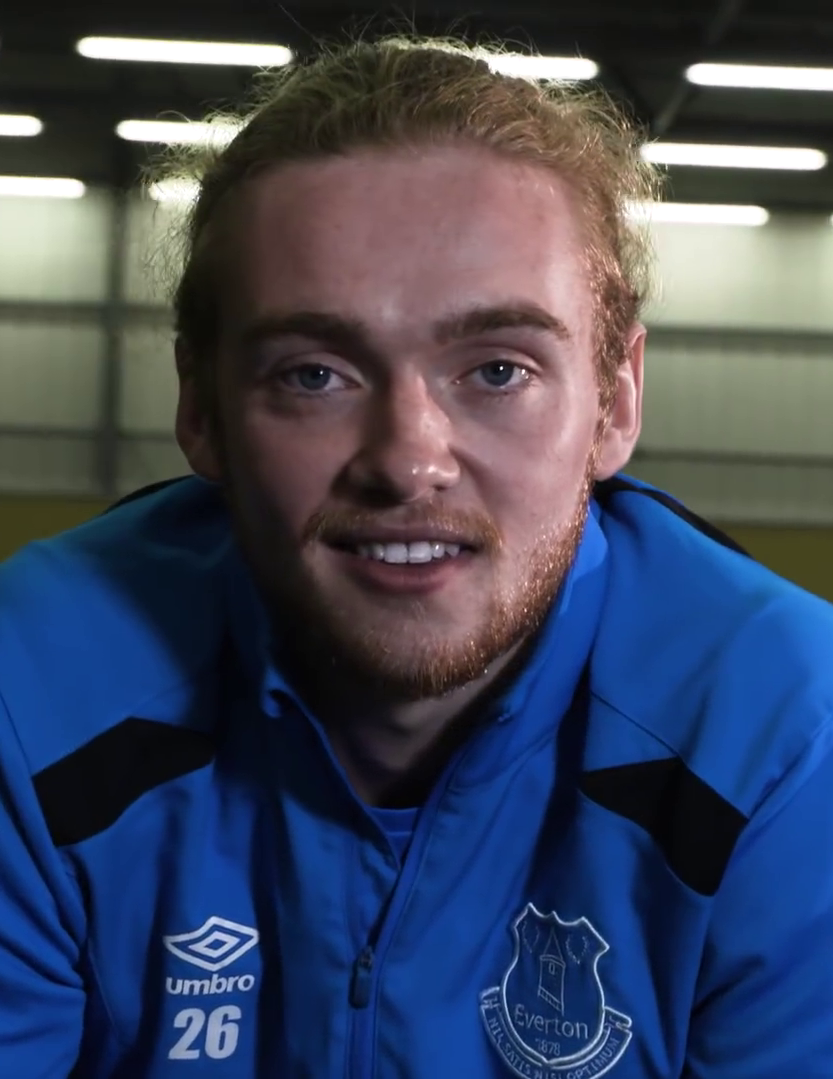
تام دیویس بازیکن فوتبال اهل انگلیس - ۲۰۱۸

او بازیکن سابق تیم ملی زیر ۲۱ سال انگلیس بود. دیویس محصول آکادمی اورتون است و اولین بازی خود را در آوریل ۲۰۱۶ در سن ۱۷ سالگی برای این باشگاه انجام داد. در ۲۹ آگوست ۲۰۱۸ ، مارکو سیلوا سرمربی جدید باشگاه، دیویس را برای اولین بار به عنوان کاپیتان اورتون در پیروزی ۳-۱ مقابل روترهام به میدان فرستاد. به این ترتیب او رکورد جوان‌ترین کاپیتان باشگاه را در سن ۲۰ سال و ۶۰ روز به نام خود ثبت کرد. در همان سال، دیویس یکی از ۲۰ بازیکنی بود که نامزد دریافت جایزه پسر طلایی شد.